# Automorphisme de corps non continu de C
Bien que le seul automorphisme de corps de ℝ soit l'identité (résultat démontré par Gaston Darboux en 1880,) et que les seuls automorphismes de corps continus de ℂ soient l'identité et la conjugaison (Julian Coolidge, 1924), l'usage de l'axiome du choix (à deux reprises) permet de construire d'autres automorphismes de corps de ℂ qui ne sont pas continus (l'existence de tels automorphismes a été montrée par Richard Rado à partir des résultats généraux d'Ernst Steinitz datant de 1910, mais la construction ci-après a été donnée par Hyman Kestelman en 1947).

## Construction
Soit E l'ensemble des sous-corps de ℂ ne contenant pas √2. E est non vide (car il contient par exemple ℚ) et ordonné (partiellement) par l'inclusion. On vérifie aisément que c'est alors un ensemble inductif. D'après le lemme de Zorn, il possède donc un élément maximal K.
La maximalité de K permet de montrer que l'extension ℂ/K(√2) est algébrique or ℂ est algébriquement clos ; tout automorphisme de corps de K(√2) se prolonge donc en un automorphisme de corps de ℂ (ce résultat est classique et utilise lui aussi l'axiome du choix). En considérant l'automorphisme de K(√2) fixant K point par point et envoyant √2 sur –√2, on obtient alors un automorphisme de corps de ℂ autre que l'identité et la conjugaison : il est donc non continu et même discontinu en tout point.
On en déduit qu'il n'est pas mesurable et que l'image de ℝ est dense : ainsi, l'axiome du choix entraîne l'existence d'un sous-corps dense de ℂ isomorphe à ℝ.